# 大連航空
大連航空は、中華人民共和国・大連に本社（本拠地）を置く航空会社である。

## 就航都市
中華人民共和国

- 北京/首都
- 北京/大興
- 長沙
- 大連
- 杭州
- 西安
- 厦門（アモイ）

## 保有機体
- ボーイング737-800型機 : 13機